# Socratea montana
Socratea montana är en enhjärtbladig växtart som beskrevs av Rodrigo Bernal och Andrew James Henderson. Socratea montana ingår i släktet Socratea och familjen Arecaceae. Inga underarter finns listade i Catalogue of Life.